# Ängsfjärden
Ängsfjärden är en fjärd i Östhammars kommun, Börstil socken, belägen mellan Söderön i sydväst och Sladdarön i nordost. På fjärden finns fyrarna Tolvöregrundet och Hummelgården. Ängsfjärden är även ett stugområde bestående av ett 40-tal tomter beläget på den sydöstra sidan av Söderön.